# بهاء الدين أحمد حسين العقاد
بهاء الدين أحمد حسين العقاد، مواليد 1949، وهو إمام مسلم مصري أسبق. لأكثر من 20 عامًا كان العقاد عضوًا في جماعة التبليغ الإسلامية الأصولية، التي دعت بنشاط غير المسلمين لكنها عارضت العنف بشدة. كما كام إماما لمسجد بالهرم بمنطقة الجيزة المجاورة للقاهرة. وفي عام 1994 نشر: «الإسلام: الدين»، وهو كتاب من 500 صفحة يستعرض المعتقدات والعقائد التقليدية للإسلام. ثم خاب أمله فيما بعد بالإسلام وبدأ يشكك في بعض المبادئ الإسلامية. قاده خطاب لاهوتي مع مسيحي إلى إجراء دراسة مكثفة عن الكتاب المقدس، وبعد ذلك اعتنق المسيحية في يناير 2005.
في 6 أبريل 2005، اعتقلت مباحث أمن الدولة المصرية العقاد بتهمة ازدراء الدين الإسلامي. واتهم «بإهانة دين سماوي»، جنحة بموجب المادة 98 من قانون العقوبات المصري. على الرغم من إصدار الإفراج عنه من قبل محكمة في القاهرة في 30 يوليو 2006، فقد تجاهلت مباحث أمن الدولة هذا القرار عمداً، ونقلت العقاد إلى سجن وادي النطرون شديد الحراسة، حيث يتم حبس غالبية الإسلاميين المصريين المحكوم عليهم بتهمة أنشطة مناهضة للحكومة. وقد أُطلق سراحه أخيراً من السجن في 28 أبريل 2007، بعد أن احتجز بدون تهمة لمدة عامين.